# 楊鏞 (正統壬戌進士)
楊鏞（1412年—？），字克宣，直隸常州府武進縣人，民籍。明朝政治人物。進士出身。

## 生平
正統六年（1441年）辛酉科應天府鄉試第七名。正統七年（1442年）聯捷壬戌科會試第一百三十一名，殿試登進士第三甲第五名。

## 家族
曾祖父楊忠。祖父楊景和。父亲楊斯文。